# Scalpellum stearnsii
Scalpellum stearnsii is een rankpootkreeftensoort uit de familie van de Scalpellidae. De wetenschappelijke naam van de soort is voor het eerst geldig gepubliceerd in 1890 door Pilsbry.